# دايفيد كيلنر
دايفيد كيلنر (بالألمانية: David Kellner)‏ هو منظر موسيقى وملحن ألماني، ولد في 1670 في Liebertwolkwitz ‏ في ألمانيا، وتوفي في 6 أبريل 1748 في لايبزيغ في ألمانيا.

## وصلات خارجية
- دايفيد كيلنر على موقع ميوزك برينز (الإنجليزية)
- دايفيد كيلنر على موقع ديسكوغز (الإنجليزية)